# Анархизм в Израиле
Анархизм был скрытым течением в политике Палестины и Израиля на протяжении более ста лет. Анархистская идеология прибыла в Палестину в начале XX- века, принесённая большой волной эмигрантов из Восточной Европы (Россия, Литва, Украина, Польша). Идеи Петра Кропоткина и Льва Толстого оказали заметное влияние на известных представителей некоторых левых сионистов. Анархисты организовались по всему Израилю и Палестине и оказали влияние на рабочее движение в Израиле. Анархисты часто призывают к решению палестино-израильского конфликта с нулевым государством, имея в виду полное упразднение государств Израиль и Палестина.

## Раннее киббуцное движение
Анархистская идеология прибыла в Палестину в начале XX века, принесенная большой волной эмигрантов из Восточной Европы (Россия, Литва, Украина, Польша). Идеи Петра Кропоткина и Льва Толстого оказали заметное влияние на известных представителей некоторых левых сионистов, таких как Ицхак Табенкин, Берл Кацнельсон и Марк Ярблюм. Организатор еврейского движения самообороны Иосиф Трумпельдор, ставший впоследствии героем израильских правых, был очень близок к анархо-синдикализму и даже объявил себя анархо-коммунистом. Анархизм также оказал некоторое влияние на формирование общественно-политических движений, таких как Поалей Цион, Цейрей Цион, Гехалуц и Гдуд ха-авода.
Раннее кибуцное движение носило либертарно-социалистический характер. В то время многие левые сионисты отвергали идею создания еврейского национального государства и выступали за еврейско-арабское сотрудничество.
Анархисты в Палестине в начале века, почти все выходцы из Восточной Европы, не имели связей с мощным идишским анархистским движением и приняли иврит, который был непопулярен среди европейских еврейских анархистов, многие из которых выступали против всех форм сионизма и поддерживали местную культуру идиша ашкеназского еврейства.
Во время Испанской революции многие анархисты Палестины устремились в Испанию, чтобы сражаться против Франко и фашизма в рядах либертарианского ополчения НКТ.
Австрийско-еврейский антиавторитарный философ Мартин Бубер поселился в Иерусалиме в 1938 году. Бубер считал себя «культурным сионистом». Он отвергал идею еврейского национализма и был убежденным сторонником двунационального решения в Палестине. В то время как многие еврейские анархисты были нерелигиозными или иногда яростно антирелигиозными, было также несколько религиозных анархистов и проанархистских мыслителей, которые сочетали современные радикальные идеи с традиционными анархистскими течениями в каббале и хасидизме. Ортодоксальный каббалист раввин Иегуда Ашлаг, переехавший в Палестину в 1921 году, верил в добровольный коммунизм, основанный на принципах каббалы.
Ашлаг поддерживал движение кибуцев и проповедовал создание сети самоуправляемых интернациональных коммун, которые в конечном итоге полностью уничтожили бы режим грубой силы, поскольку: «каждый человек делал то, что было правильным в его собственных глазах, потому что нет ничего более унизительного для человека, чем находиться под властью грубой силы». Однако большинство современных последователей ашлагианской каббалы, похоже, игнорируют радикальные учения своего ребе.

## Анархизм в государстве Израиль
Незадолго до и сразу после создания Государства Израиль, в 1948 году, произошёл приток западноевропейских анархистов, переживших нацизм, получивших образование на идише, и среди них анархизм имел особое и видимое присутствие.
Между концом 1940-х и началом 1950-х годов польские иммигранты сформировали анархистскую группу в Тель-Авиве, главным представителем которой был Элиэзер Хиршауге, автор книги по истории польского анархистского движения, опубликованной в 1953 году. Начиная с 1950-х годов, израильский анархизм ссылается на Абу Гордина, писателя и философа, одного из наиболее выдающихся представителей идишского анархистского движения.
Гордин был вдохновителем всероссийского анархистского движения и одним из организаторов Московской федерации анархистов. С 1925 года он жил в Нью-Йорке, куда эмигрировал и где публиковал литературно-философское обозрение «Идиш Шрифтен», а также был постоянным автором самого долгоживущего (1890—1977) анархистского периодического издания на идише «Свободный голос труда».
В 1958 году Абба Гордин переехал в Израиль и в Тель-Авиве основал кружок идишских анархистов «Агудат Шохрей Хофеш» (АШУАХ) с библиотекой классических анархистских произведений на идише, иврите и польском, а также с большим залом для собраний и конференций. Он также начал публиковать двуязычный ежемесячный журнал (на идише и иврите) «Problemen / Problemot», которым он руководил с 1959 по 1964 год. В этот период в АШУАХЕ было около 150 членов, и сотни людей посещали конференции по философии анархизма. Среди наиболее обсуждаемых тем: духовные корни анархизма и связи между анархизмом, Книгой Пророков (Невиим) и каббалой. Problemen публиковал рассказы и статьи по истории анархизма, хасидским легендам, средневековой еврейской литературе и современным проблемам литературы на идише. АШУАХ прекратил свое существование в 1980-х годах. Старые анархисты умирали один за другим, и никто из молодых не знал идиш. Последний номер Problemen был опубликован в декабре 1989 года (это был сто шестьдесят пятый номер).

## Современное анархистское движение
Группа «Анархисты против стены» поддерживают палестинцев против сегрегации на Западном берегу и предпринимают прямые действия против израильского правительства с демонстрациями, человеческими блокадами и разрушением пограничного забора.
«Одна борьба (Маавак Эхад)» — социальная анархистская группа в Израиле.